# ریسمان نقره‌ای
ریسمان یا طناب یا رشته‌های نقره‌ای در روح شناسی  اتصالاتی بین بدن فیزیکی و تن پوش و روح آدمی گفته می‌شود که تا مادامی که گسسته نشود، انسان مرگ را تجربه نمی‌کند.
کسانی که تجربه خروج از بدن یا برون فکنی داشته‌اند از وجود ریسمانهای نقره‌ای خبر داده‌اند و گزارش داده‌اند با رویت آن‌ها خیالشان راحت می‌شود که هنوز امکان بازگشت دارند.
ریسمانهای نقره‌ای همچنین در عهد عتیق در کتاب جامعه ۱۲:۶ ترجمه فارسی قدیم چنین آمده‌است:
قبل از آنکه مفتول نقره گسیخته شود و کاسه طلا شکسته گردد و سبو نزد چشمه خرد شود و چرخ بر چاه منکسر گردد، و خاک به زمین برگردد به‌طوری‌که بود، و روح نزد خدا که آن را بخشیده بود رجوع نماید.
همچنین در ترجمه تفسیری چنین آمده‌است:
بلی، آفریننده خویش را به یاد آور، قبل از آنکه رشته نقره‌ای عمرت پاره شود و جام طلا بشکند، کوزه کنار چشمه خرد شود و چرخ بر سر چاه آب متلاشی گردد، بدن به خاک زمین که از آن سرشته شده برگردد و روح بسوی خداوند که آن را عطا کرده، پرواز کند.